# Rejon wołżski (Mari El)
Rejon wołżski (ros. Волжский район) – rejon w należącej do Rosji nadwołżańskiej republice Mari El.
Rejon leży w południowo-wschodniej części republiki i ma powierzchnię 970 km². Ośrodkiem administracyjnym rejonu jest miasto Wołżsk, liczące 57.621 mieszkańców (2005 r.), które jednak nie wchodzi w skład rejonu. 
Gęstość zaludnienia w rejonie wynosi 24,4 os./km²